# TYC 2187-512-1 b
TYC 2187-512-1 b — екзопланета. Виявлена спостереженнями за допомогою 3,5-метрового телескопа в обсерваторії Калар-Альто в Альмерії, Іспанія.
Екзопланета знаходиться на відстані 50,46 світлових років від Землі. Планета обертається навколо зірки-господаря за 692 дні по майже круговій орбіті на відстані близько 1,22 а.о. від зірки. Мінімальна маса планети оцінюється в 0,33 маси Юпітера. Материнська зірка TYC 2187-512-1 належить до спектрального класу M1.0 V, її розмір і маса становить половину від Сонця. Ефективна температура становить 3 734 кельвінів (3 460,85 °C)

## Інтернет-ресурси
- Знайдено дві нові екзопланети з масою Сатурна
- The CARMENES search for exoplanets around M dwarfs: Two Saturn-mass planets orbiting active stars [Архівовано 14 квітня 2022 у Wayback Machine.]
- Planet TYC 2187-512-1 b